# Le Chasseur dans la forêt
Ne doit pas être confondu avec Chasseurs en forêt.
Le Chasseur dans la forêt est un tableau peint par Caspar David Friedrich en 1814. 
Il mesure 65,7 cm de haut sur 46,7 cm de large. Il est conservé dans une collection privée à Bielefeld.